# 福原美和
福原 美和（ふくはら みわ、1944年12月13日 - ）は、日本の元フィギュアスケート選手。1960年スコーバレーオリンピック、1964年インスブルックオリンピック女子シングル日本代表。祖父は資生堂創業者の福原有信。現在はフィギュアスケートコーチ、早稲田大学スケート部フィギュア部門監督。

## 経歴
東京都大田区出身。森村学園高等部を経て早稲田大学第二文学部西洋史学専修卒業、小学校2年生の時からスケートを始めた。福原の弁によれば、「親は最初はテニスをさせようと思っていたが、身体が小さくてラケットを振り回せないため、スケートをやることになった」との事である 。稲田悦子に師事し、全日本フィギュアスケート選手権で6回優勝、第37回から第41回まで5連覇を達成。世界選手権で6位となり、日本人女性初の入賞を果たした。
冬季オリンピックではスコーバレーオリンピックとインスブルックオリンピックの2大会に出場、インスブルックオリンピックではフィギュアスケートにおいて日本女子選手初の冬季オリンピック入賞（5位）を果たしている。
コーチ転向後は八木沼純子を育て、渡辺心にも15歳でアイスダンスに転向するまで教えていた。NHK連続テレビ小説『てるてる家族』に登場する「福島美希」は福原がモデルとされている。

## 主な戦績
| 大会/年          | 56-57 | 57-58 | 58-59 | 59-60 | 60-61 | 61-62 | 62-63 | 63-64 | 64-65 | 65-66 | 66-67 |
| ---------------- | ----- | ----- | ----- | ----- | ----- | ----- | ----- | ----- | ----- | ----- | ----- |
| オリンピック     |       |       |       | 21    |       |       |       | 5     |       |       |       |
| 世界選手権       |       |       |       | 14    |       | 9     | 6     | 6     | 6     | 8     | 棄権  |
| 全日本選手権     | 3     | 2     | 2     | 1     | 2     | 1     | 1     | 1     | 1     | 1     | 2     |
| ユニバーシアード |       |       |       |       |       |       |       | 1     |       | 1     |       |